# Crustaenia
Crustaenia is een geslacht van kreeftachtigen uit de klasse van de Malacostraca (hogere kreeftachtigen).

## Soort
- Crustaenia palawanensis (Serène, 1971)